# The Indelicates
The Indelicates är ett brittiskt (Sussex-baserat) band grundat av duon Julia Clark-Lowes och Simon Clayton, även kända som Julia och Simon Indelicate. De har totalt sett släppt fem album sedan 2008.

## Diskografi
Album
- 2008 – American Demo
- 2010 – Songs for Swinging Lovers
- 2011 – David Koresh Superstar
- 2013 – Diseases of England
- 2015 – Elevator Music

Singlar
- 2006 – We Hate The Kids
- 2007 – Julia, We Don't Live in the '60s
- 2007 – Sixteen
- 2008 – America

EP
- 2007 – The Last Significant Statement to Be Made in Rock'n'Roll